# Pobeda (Volgograd)
|  | Per a altres significats, vegeu «Pobeda». |

Pobeda (en rus: Победа) és un poble (un possiólok) de l'óblast de Volgograd, a Rússia, segons el cens del 2012 tenia 1.031 habitants.